# Taourirt
Taourirt (en àrab تاوريرت, Tāwrīrt; en amazic ⵜⴰⵡⵔⵉⵔⵜ) és un municipi de la província de Taourirt, a la regió de L'Oriental, al Marroc. Segons el cens de 2014 tenia una població total de 103.398 persones. Es troba a 100 kilòmetres d'Oujda.
La ciutat és important com a enllaç de transport: el tren principal d'est a oest de Casablanca - Rabat - Fes, a l'oest d'Oujda, a l'est a través de Taourirt. També les línies d'autobús que van des de diverses ciutats de la província de Nador (incloent la ciutat de Nador) fan una parada a la ciutat.
La nova línia de la branca dels ferrocarrils marroquins que van de Taourirt a Nador va obrir en 2009. Aquesta línia discorre al llarg del camí existent, a través de les muntanyes, a Nador.

## Galeria

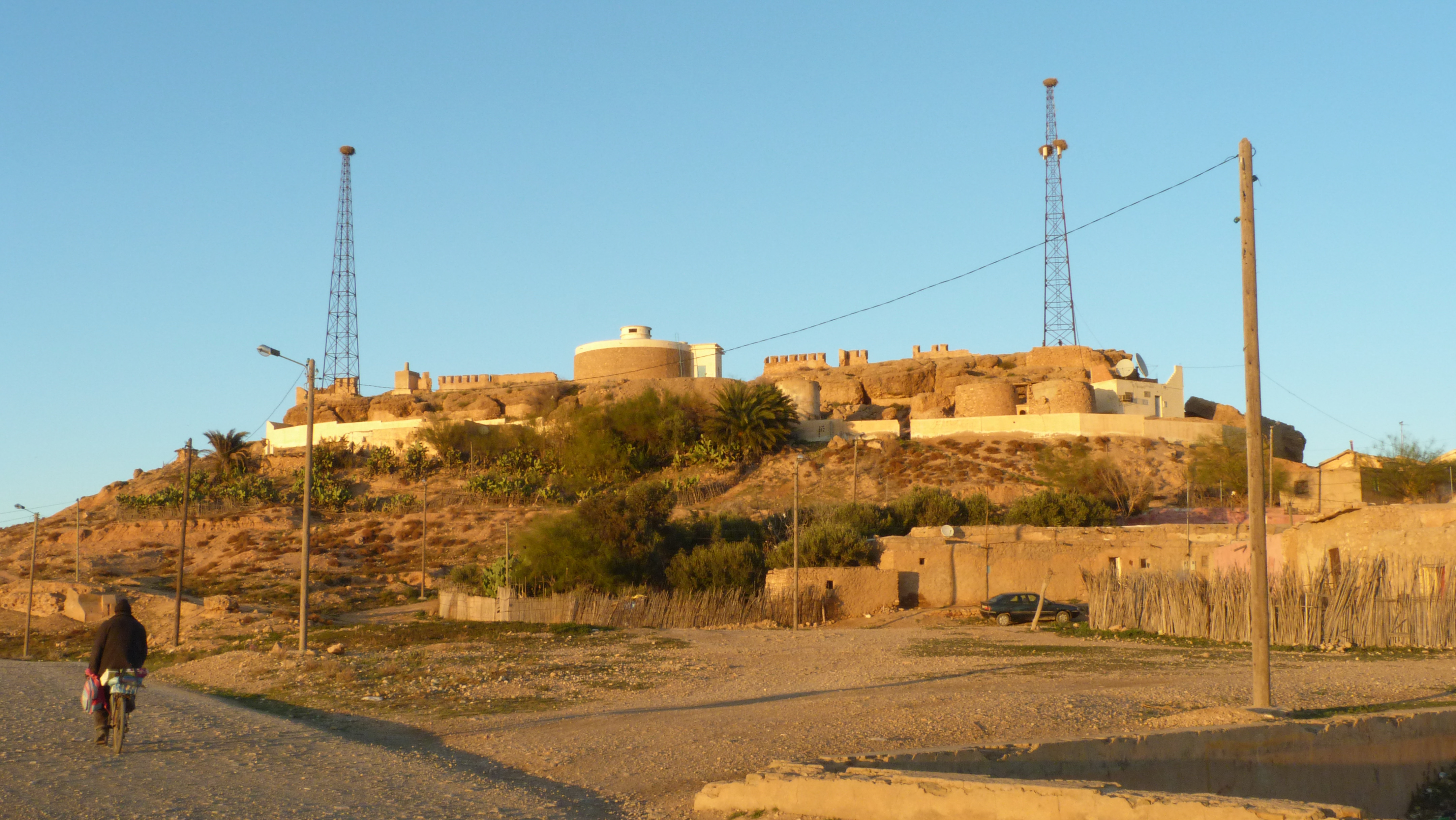
La Kasbah de Taourirt.
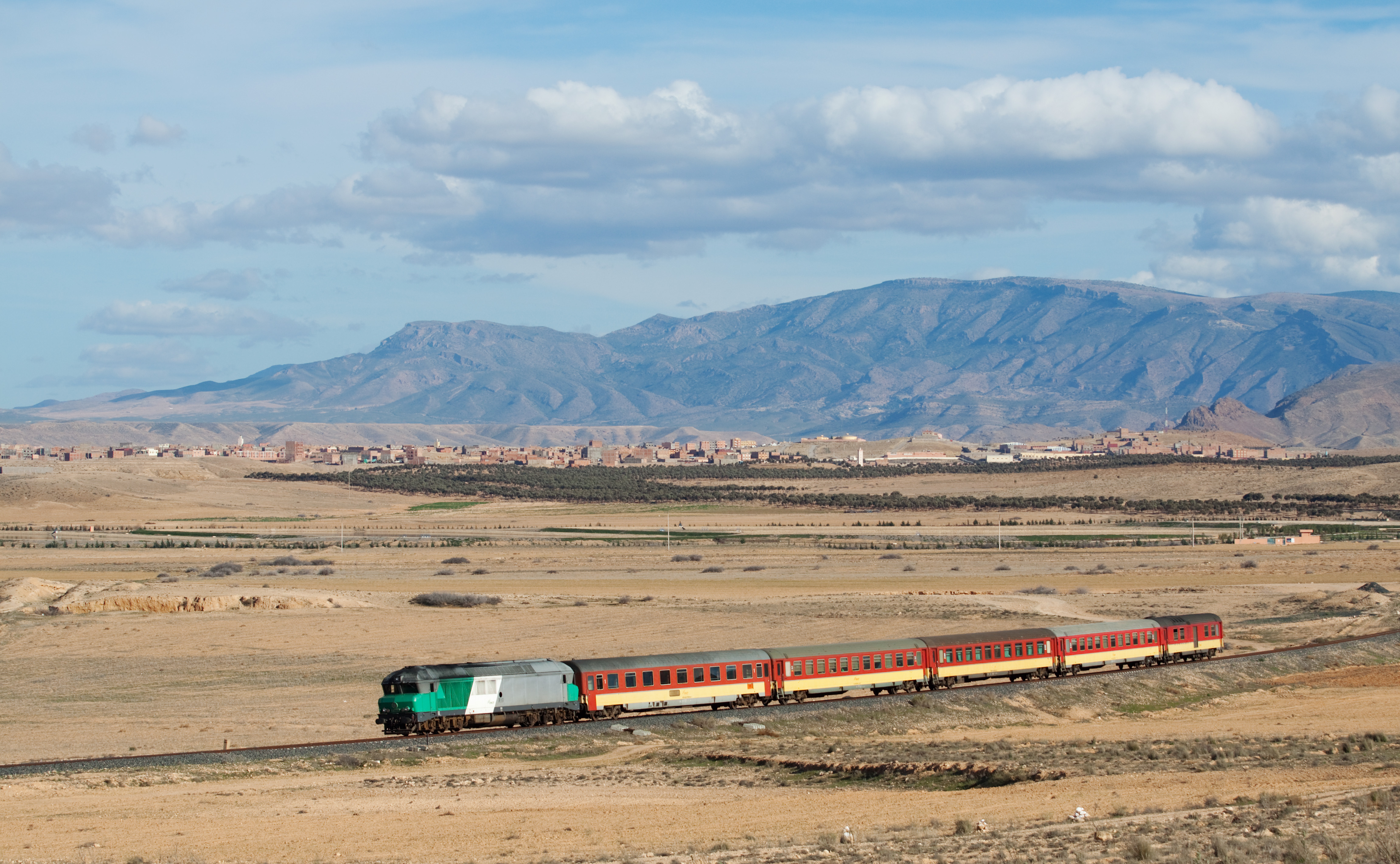
El ferrocarril vora Taourirt.
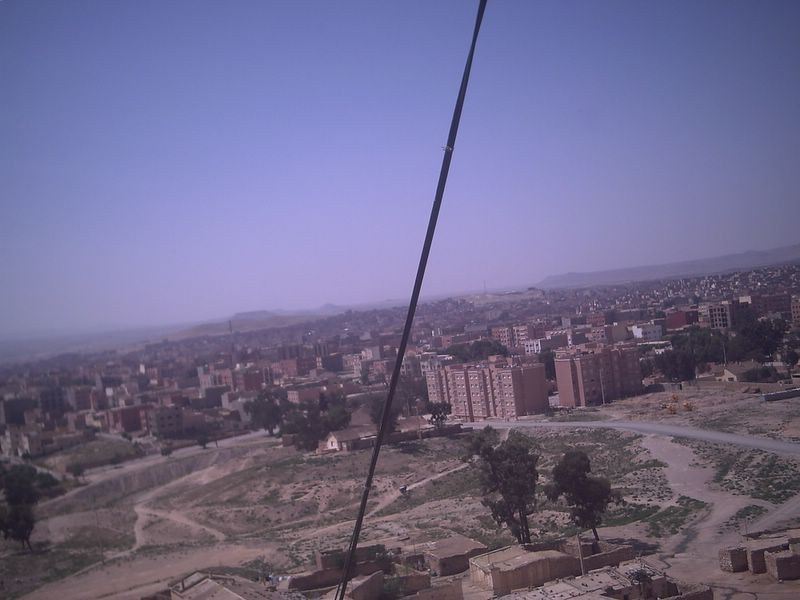
Foto aèria de la ciutat
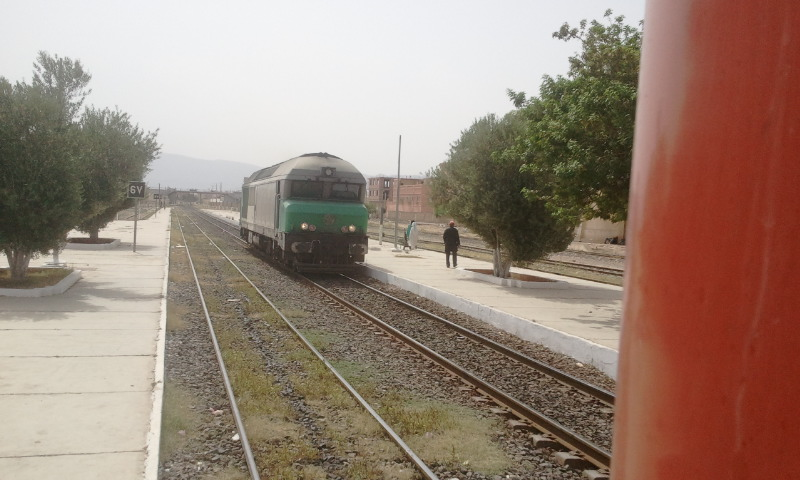
Estació de Taourirt